# Chasmistes fecundus
Chasmistes fecundus és una espècie de peix de la família dels catostòmids i de l'ordre dels cipriniformes.

## Hàbitat
És un peix d'aigua dolça i de clima temperat.

## Distribució geogràfica
Es troba a Nord-amèrica: llac Utah (Estats Units).